# CBS Summer Playhouse
CBS Summer Playhouse est une série télévisée d'anthologie américaine en quarante-six épisodes de 45 à 48 minutes diffusés sur CBS entre le 12 juin 1987 et le 22 août 1989.

## Fiche technique
Sauf indication contraire, les informations mentionnées dans cette section peuvent être confirmées par la base de données cinématographiques IMDb,  présente dans la section « Liens externes ».
- Titre original : CBS Summer Playhouse
- Réalisation : Corey Allen, James Frawley, Peter H. Hunt, John Pasquin, Noel Black, Paul Bogart, James Burrows, Hal Cooper, Jeffrey Hornaday, James Komack, Michael Pressman, Alan Rafkin, Tony Wharmby, Joel Zwick, Bill Bixby, Martha Coolidge, Aaron Lipstadt, Jay Sandrich, Joseph Sargent, David Steinberg, Jerry Thorpe, Luis Valdez, Michael Dinner, David Jackson, Steve Miner et Tommy Lee Wallace
- Scénario : Peter Benchley, Andrew Bergman, Danny Bilson, Elayne Boosler, Leslie Charteris, Hal Dresner, David Handler, Jim Henson, Tom Moore, Mark Reisman,  Dan Wilcox, Louie Anderson, Sam Bobrick, Joe Flaherty, Bruce Jay Friedman, Blanche Hanalis, Peter Stone, John Wells, Ron Zimmerman, Alan Brennert, Jimmy Breslin, Eddie Murphy et Dave Thomas
- Photographie :
- Musique :
- Casting :
- Montage :
- Décors :
- Costumes :
- Production :
- Sociétés de production :
- Société de distribution :
- Chaîne d'origine : CBS
- Pays d'origine :  États-Unis
- Langue originale : anglais
- Genre : Anthologie
- Durée : 45 à 48 minutes

## Distribution

### Acteurs principaux
- Tim Reid : présentateur
- Daphne Reid : présentatrice

### Acteurs secondaires et invités
- James Eckhouse : David
- Tom Isbell (es) : Jonathan
- Miriam Flynn : Betty
- Billie Bird : Mme Gladstone

## Épisodes

### Saison 1
1. The Saint in Manhattan
2. Kung-Fu: The Next Generation
3. Changing Patterns
4. Mickey and Nora
5. Puppetman
6. Sawdust
7. Barrington
8. Doctors Wilde
9. Mabel and Max
10. King of the Building
11. The Tuime of Their Lives
12. Infiltrator
13. Reno and Yolanda
14. Day to Day
15. Sirens
16. In the Lion's Den
17. Travelin' Man
18. Kingpins
19. Sons of Gunz

### Saison 2
1. My Africa
2. Real Life
3. Old Money
4. The Pretenders
5. Baby on Board
6. Dr. Paradise
7. The Johnsons Are Home
8. Limited Partners
9. Silent Whisper
10. Fort Figueroa
11. Whattley by the Bay
12. Sniff
13. Off Duty
14. Roughhouse
15. Mad Avenue
16. Further Adventures
17. Tickets, Please
18. Some Kinda Woman

### Saison 3
1. Microcops
2. B-Men
3. Coming to America
4. Shivers
5. Elysian Fields
6. American Nuclear
7. Curse of the Corn People
8. The Heat
9. Road Show
10. Outpost